# Ateneo Republicano del Campo de Gibraltar

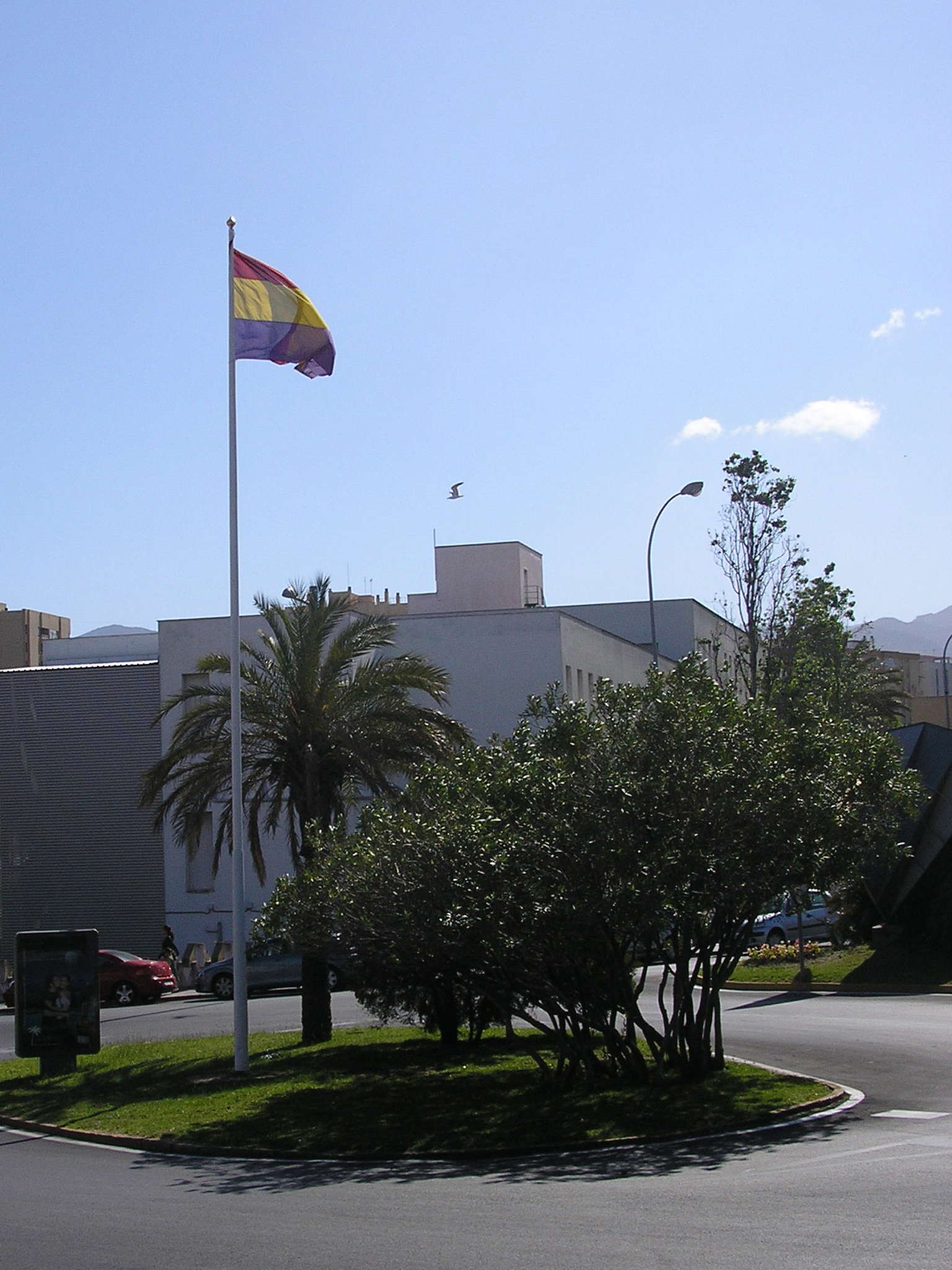
Bandera republicana izada en la Plaza de la Constitución de Algeciras con motivo del aniversario de la proclamación de la Segunda República.

El Ateneo Republicano del Campo de Gibraltar es una asociación de carácter cultural definida en el artículo 2 de sus estatutos como independiente, republicana y laica fundada en 2006 en la ciudad de Algeciras (Andalucía, España).
En la actualidad su presidente es Francisco Esteban Bautista, histórico militante del PCE y primer alcalde democrático de la ciudad de Algeciras.
La asociación pretende ser un lugar de encuentro para el estudio, la reflexión y el debate de los ideales republicanos y se dirige a los ciudadanos por medio de conferencias, seminarios, exposiciones y publicaciones.
El objetivo principal del ateneo, tal y como lo expresan ellos mismos, es pedir el restablecimiento de la legitimidad republicana debelada en 1936.